# Rivista Musicale Italiana
La Rivista Musicale Italiana (aussi appelée RMI) était une revue périodique trimestrielle active entre 1894 et 1955, ayant pour sujet la musicologie, publiée par Giuseppe Bocca.

## Histoire
La publication de la Rivista Musicale Italiana a commencé en 1894, jusqu'en 1933, date à laquelle elle est suspendue pour des raisons financières, jusqu'à la reprise des publications en 1936 à Milan. Entre 1943 et 1945, les parutions sont de nouveaux interrompues, puis elle est publiée jusqu'en 1953 et en 1954 et 1955 à Rome.
La RMI est fondamentale pour l'avancement des études en musicologie en Italie. En effet, après de nombreux échecs, des magazines du genre au XIXe siècle, elle est en mesure de donner une continuité aux publications pendant de nombreuses années. Au début de la revue, ont collaboré les meilleures forces de la jeune musicologie et de l'historiographie italienne, en mesure d'étudier la musique de manière scientifique et de nombreuses collaborations avec des experts provenant notamment de France et d'Allemagne. En raison de l'ampleur de l'écart des français à cette époque, de nombreux essais ont été publiés dans l'original en français.
Parmi les collaborateurs de la première période, il y avait : Romualdo Giani, Giovanni Tebaldini, Alberto Gentili, Luigi Torchi, Salomon Jadassohn, Arthur Pougin, Franz Xavier Haberl, Guido Adler, Julien Tiersot, Nicola D'arienzo, Luigi Torri, Jules Combarieu, Adolf Sandberger, Dino Sincero, Carlo Perinello, Jacques-Gabriel Prod’homme. 
À partir de 1907 à 1919, la RMI travaille habituellement avec Fausto Torrefranca, elle commence à collaborer avec Guido Pannain, Andrea Della Corte et Guido Gatti. À partir de 1946 jusqu'en 1955, des essais sont publiés entre autres par : Robert-Aloys Mooser, Sebastiano Luciani, Benvenuto Disertori, Nino Pirrotta, Remo Giazotto, Claudio Sartori, Guglielmo Barblan, Luciano Tomelleri.